# Ronald McDonald

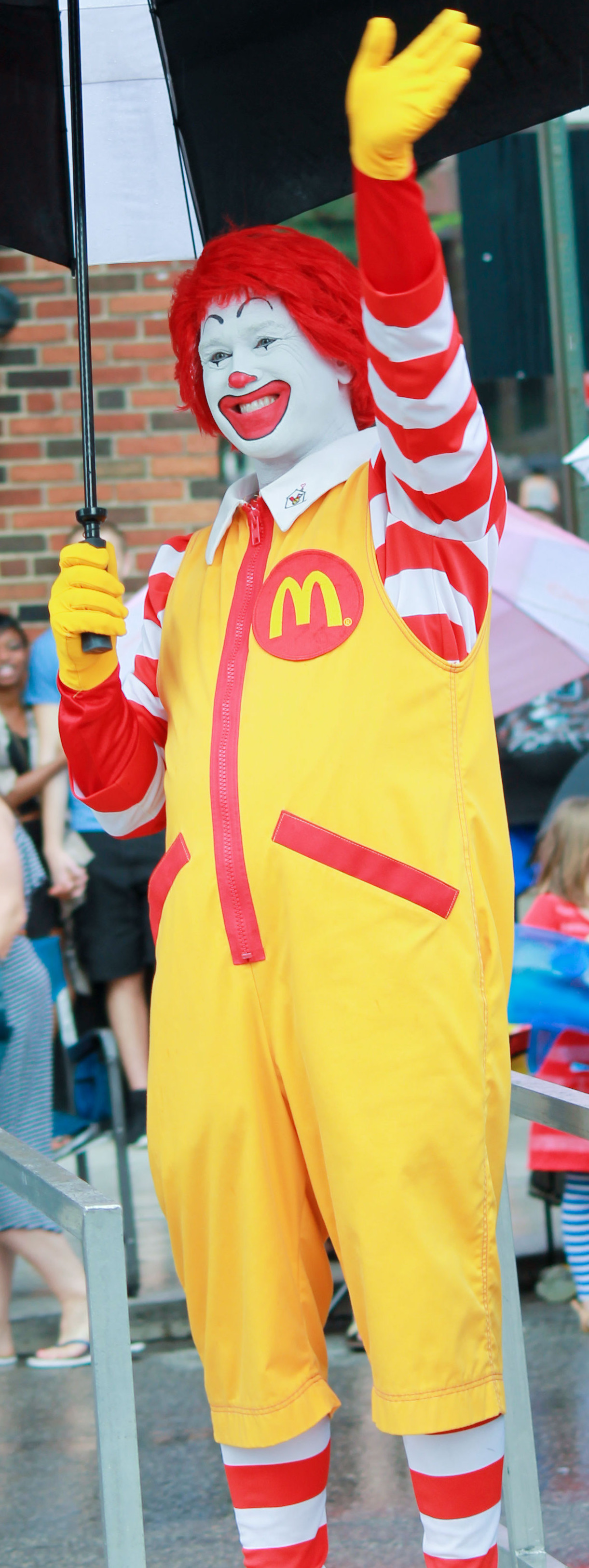
Ronald McDonald

Ronald McDonald ist eine Werbefigur und das offizielle Maskottchen des Fast-Food-Unternehmens McDonald’s in Gestalt eines Clowns. Sie ist auch Patenfigur für die McDonald’s Kinderhilfe. Die Werbefigur steht bei US-amerikanischen Kindern bekanntheitsmäßig gleich hinter Santa Claus und die amerikanische Zeitschrift Advertising Age bezeichnete Ronald McDonald als zweiterfolgreichstes Werbesymbol des 20. Jahrhunderts nach dem Marlboro-Mann. Inzwischen ist Ronald McDonald auch weltweit bekannt, in Ländern außerhalb der USA und Europas wird Ronald allerdings nicht immer positiv wahrgenommen. Auch in den USA selbst erlebte der Clown zeitweise einen Rückgang seiner Popularität.

## Aussehen
Das ursprüngliche Aussehen von Ronald McDonald unterschied sich sehr deutlich vom heutigen: Er besaß strubbeliges, kurzes und schmutzig-blondes Haar, das wohl Pommes frites nachahmen sollte. Er steckte in einem rot-gelb längsgestreiften Ganzkörper-Kostüm mit großem, weißen Kragen und silberfarbener Bauchbinde, dazu zwei große, gelbe Bommeln auf der Brust. Seine Handschuhe waren weiß. Ronald trug in den ersten Werbespots ein Tablett mit Pommes frites, Milchshakes und Hamburgern auf dem Kopf und einen Pappbecher als Nase. Ein zweites Tablett mit identischem Inhalt trug er an seinem Gurt.
Heute wird Ronald als typischer Clown dargestellt: Sein Gesicht ist mit einem großen, rot aufgemalten Lächeln verziert und bis auf vertikal beschminkte Augen vollständig weiß gepudert, nur die Nasenspitze ist rot. Passend dazu trägt Ronald eine rote, lockige Perücke und schwarze Augenbrauen. Er trägt über seinem waagerecht rot-weiß-gestreiften Ganzkörperkostüm einen ärmellosen, gelben Overall mit weißem Kragen und rotem Reißverschluss, auf dessen Brusttasche sich das offizielle Logo von McDonald’s befindet. Außerdem trägt er gelbe Handschuhe und übergroße, rote Halbstiefel mit gelben Schnürsenkeln und schwarzen Sohlen.
Kunststoff- bzw. Pappmachéfiguren von Ronald sieht man oft auf einer Bank sitzend und seinen rechten Arm überbeugend, um Kunden und Spaziergänger zu einem gemeinsamen Foto einzuladen.

## Geschichte

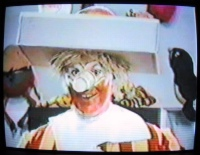
Original Ronald McDonald um 1963 (Standbild aus einem Werbespot)

Erfunden wurde Ronald in den 1960er Jahren von dem Werbefachmann Barry Klein und dem Berufsclown Willard Scott. Scott war zuvor von 1959 bis 1962 in der Kindersendung Bozo’s Circus zu sehen, welche in Washington im Fernsehen ausgestrahlt wurde. 1963 produzierte das Unternehmen WRC-TV drei Werbespots mit Scott alias Ronald, die im Umkreis von Washington ausgestrahlt wurden. Bei einer Thanksgiving-Parade in Washington, D.C. hatte Ronald McDonald noch im selben Jahr seinen ersten öffentlichen Auftritt. Scotts Karriere als „Ronald“ war allerdings im Jahre 1966 zu Ende.
Sein Nachfolger wurde Michael „Coco“ Polakov, der damals ein bekannter Clown bei den Ringling Brothers war. Polakov alias Ronald trat erstmals 1966 bei der jährlichen Macy’s Thanksgiving Day Parade in New York City auf. Danach drehte McDonald’s mehrere Werbespots mit ihm.

## Ronald McDonald als Namenspatron karitativer Einrichtungen
Im Jahr 1974 eröffnete in Philadelphia das erste Ronald-McDonald-Haus als karitative Einrichtung speziell für die Eltern schwerkranker Kinder, die eine Unterkunft in der Nähe von Kinderkliniken suchten.
In Deutschland gibt es derzeit 22 Ronald-McDonald-Häuser sowie 6 Spezialeinrichtungen (Ronald-McDonald-Oasen genannt).
In Großbritannien gibt es ebenfalls karitative Einrichtungen. Eine davon befindet sich im Guys Hospital in London, das andere in den Midlands. In England werden die Einrichtungen durch den regen Verkauf diverser Merchandises und früher auch Telefonkarten finanziert.

## Ronald McDonald in Deutschland
Am 4. Dezember 1971 eröffnete in München die erste deutsche McDonald’s-Filiale, um 1980 wurde Ronald in Deutschland immer bekannter. 1986 wurde in Gießen das erste Ronald-McDonald-Haus eröffnet. In Ostdeutschland wurde die Figur mit dem Fall der Berliner Mauer 1989 eingeführt. Seitdem ist sie regelmäßig in Werbespots für McDonald’s zu sehen, besonders auf Kinderkanälen. Der kommerzielle Erfolg der Werbefigur in Deutschland bestärkte McDonald’s Unternehmensabsichten. Die deutsche McDonald’s-Kinderhilfe-Stiftung startete noch im Erfolgsjahr eine Initiative gegen die Aufstufung von Geschwindigkeitsbegrenzungen in Ortschaften besonders vor Schulen und Kindergärten. Unterstützt und gesponsert wurde die Aktion von ProSieben und ESSO.

## Ronald McDonald außerhalb der USA und Europas

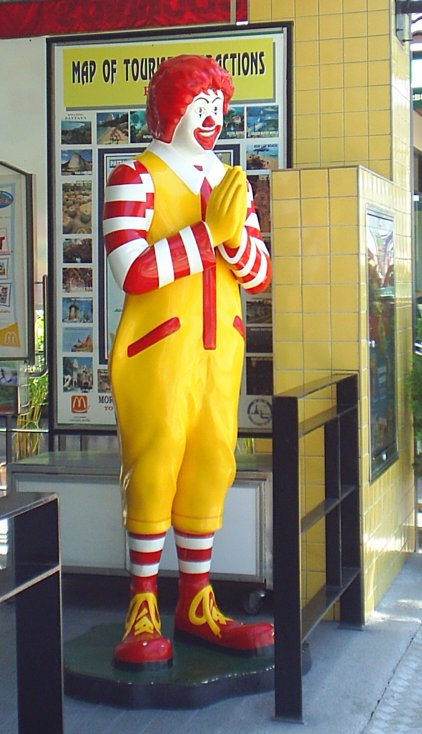
Ronald-Statue in Bangkok mit traditioneller Wai-Geste

Inzwischen ist die Figur Ronald McDonald weltweit bekannt. In Russland, Thailand, China und Japan erfährt der Clown einen sehr hohen Wiedererkennungsgrad, gleich nach Micky Maus und seinem Hund Pluto. Kinder und Jugendliche aller Altersklassen sind bei regelmäßigen Umfragen durch Fernsehen und Universitäten durchweg in der Lage, Ronald McDonald korrekt zu benennen und assoziieren ihn auch sogleich mit McDonald’s.
In Japan allerdings stellte sich Ronalds Durchbruch eher spät ein. Grund hierfür war angeblich Ronalds weiß geschminktes Gesicht, das in Japan traditionell unter anderem für den Tod stünde. Entsprechende Gerüchte waren (und sind) unter Marketing-Agenturen verbreitet und beliebt. Dies ist jedoch nicht korrekt: Weiß geschminkte Gesichter gelten in Japan vorrangig als Schönheitsideal, besonders unter Frauen (zum Beispiel bei Geishas). Da den Japanern von Anfang an bewusst war, dass McDonald’s aus der westlichen Kultur stammt, ist es unwahrscheinlich, dass japanische Konsumenten sich an Ronalds weißem Gesicht gestört hätten. Der Grund für den eher langsamen Durchbruch von McDonald’s gründete viel mehr auf der generellen Haltung Japans gegenüber westlichen Kultureinflüssen. Inzwischen haben sich Ronald und McDonald’s auch in Japan durchgesetzt, und die Filialen erfahren einen vergleichsweise hohen Umsatz. Allerdings wurde Ronald in „Donald McDonald“ umbenannt, weil das englische „r“ kein Bestandteil des japanischen Lautinventars ist und Japaner oft Mühe haben, das englische „r“ auszusprechen.
Auch in Mexiko hatte Ronald keinen leichten Start: Dort galten besonders in früheren Jahren Clowns aller Art als Menschen unterster Klasse. Dementsprechend spät setzte sich seine Figur als Werbeträger durch.
In Thailand haben sich lebensgroße Kunststoffstatuen von Ronald durchgesetzt, die vor den Eingängen von McDonald’s-Filialen stehen und die Besucher mit der traditionellen Wai-Geste begrüßen.
In China ist Ronald McDonald ebenfalls sehr bekannt, besonders bei Kindern. Diese sammeln vor allem die Charakterfiguren der Ronald-McDonald-Welt in Spielzeugform, die meist den sogenannten Happy Meals beigefügt sind.

## Kritik an Ronald McDonald als Werbefigur
In China wurde die Figur des Ronald wiederholt Ziel politischer Angriffe und Schmähungen. Im Jahr 2000 verkleideten sich zahlreiche Demonstranten in Hongkong als Ronald und trugen Schilder und Banner mit politischen Anfeindungen darauf. Hintergrund waren Bürgerproteste gegen McDonald’s als vorgebliches Symbol westlicher Unterdrückung und wegen angeblicher Förderung von Kinderarbeit.
Auch in Indien wurde Ronald McDonald angefeindet und seine Darstellung zeitweise verboten. Auslöser der Proteste war eine Veröffentlichung im Jahre 2001, nach der McDonald’s seine Pommes frites mit Rindertalg frittieren würde. Hunderte aufgebrachter Hinduisten stürmten daraufhin in Mumbai McDonald’s-Filialen und setzten sie in Brand. Statuen und Plakate mit Ronalds Porträt darauf wurden mit Kuhmist beschmiert und/oder bis zur Unkenntlichkeit zerkratzt.
Im Jahr 2011 forderte die Organisation Corporate Accountability International von McDonald’s die sofortige Absetzung von Ronald als offizielle Werbefigur. Grund dafür war die rasant zunehmende Adipositas unter Kindern und Jugendlichen, für die Fastfood-Unternehmen, darunter auch McDonald’s, verantwortlich gemacht wurden (und werden). McDonald’s lehnte die Forderungen ab mit Verweis auf Ronalds Beliebtheit und seinen Erfolg im karitativen Bereich. Allerdings wurde das Werbekonzept geändert: Ronald macht in neuesten Werbespots Sport und Gymnastik und ruft Kinder zur Fitness auf.
Im Jahr 2016 erfuhren die USA eine plötzliche Hysterie-Welle im Zusammenhang mit Clowns. Angefangen hatte diese in Greenville im US-Bundesstaat South Carolina. Hintergrund war, dass vielerorts in ländlichen Gegenden (später auch in Vororten und Großstädten) Unbekannte in gruseligen Clownskostümen ahnungslose Passanten und Autofahrer erschreckten und teilweise sogar angriffen. Das Unternehmen McDonald’s reagierte auf diese Welle mit der Einschränkung von Auftritten ihres Maskottchens. Zusätzlich distanzierte sich das Fast-Food-Unternehmen von den Horrorclownswellen und verurteilte sie. Es war nicht das erste Auftreten des Horrorclown-Phänomens.